# Chromebook
Chromebook är en bärbar dator som har Chrome OS som operativsystem. Den är tänkt att användas mot huvudsakligen Googles molntjänster på internet.
Grundtanken med Chromebook är att erbjuda en enkel och snabb dator till ett relativt lågt pris. Det innebär att datorn oftast har något enklare komponenter än traditionella bärbara datorer. Skärmen har lägre upplösning, hårddisken är mindre men snabb (oftast flash-baserad eller SSD-typ), processorn är av enklare modell. Den är oftast tillverkad av plast och har mindre antal portar och ingen skivläsarenhet. 
Först ut med Chromebook var det taiwanesiska företaget Acer Inc. och det koreanska Samsung, som båda kungjorde lanseringen i maj 2011 vid Googles årliga I/O-konferens. Tidigt 2013 följde Lenovo,  Hewlett Packard och Google själva efter.
I april 2013 började Chromebook säljas i Sverige och 2020 säljs datorer tillverkade av Acer, Asus, Dell, HP och Lenovo.
Det har blivit vanligare att Chromebook erbjuds i fler versioner och prisklasser. Det förekommer modeller med högpresterande komponenter som t.ex. högupplöst skärm, snabbare processor och aluminiumhölje. Dessa modeller har då ett betydligt högre pris men klart mer konkurrenskraftigt jämfört med traditionella bärbara datorer.
Inom skolor, framförallt i USA men även i Europa, har Chromebook blivit mycket populärt och utbrett. Sannolikt beroende på lägre inköpspris och enklare administration.
Användare av Chromebook som registrerar sig hos Google erhåller 100 GB lagring online i 2 år.
2016 introducerade Google möjligheter att köra Androidappar på enheter som stöder det, med tillgång till hela Google Play Store.